# Campionato italiano juniores di scacchi
Il Campionato italiano juniores di scacchi è un torneo di scacchi organizzato con cadenza annuale dalla  FSI. Il torneo è dedicato agli scacchisti italiani di età non superiore a 20 anni ed assegna il titolo di Campione Italiano under 20.

## Formula
Sulla falsariga del Campionato Italiano Assoluto, il Campionato Italiano Giovanile Assoluto fino a 20 anni (CI20) prevede una fase open chiamata "semifinale" e una fase chiusa chiamata "finale". 

### Semifinale
La semifinale del CI20 è un torneo open a sistema svizzero al quale possono accedere tutti i tesserati alla  FSI  con cittadinanza italiana. 

### Finale
La finale del CI20 prevede un torneo chiuso con girone semplice all'italiana con otto concorrenti: 
1. i primi due della Finale dell'anno precedente che siano ancora di età non superiore a 20 anni;
2. i primi due tesserati di età non superiore a 20 anni per Elo, considerando la media Elo degli ultimi dodici mesi dal luglio precedente la Finale e un numero minimo di 36 partite valide per la variazione dell'Elo FIDE giocate nello stesso periodo;
3. il campione italiano U18 in carica;
4. i due giocatori di età non superiore ai 20 anni meglio classificati nella Semifinale;
5. wildcard assegnata dalla  FSI [1].

## Storia
Il Campionato Italiano Juniores è stato organizzato per la prima volta nel 1958, tuttavia è soltanto dall'edizione di Rimini del 1993 che il campionato viene organizzato con regolarità. Dall'edizione del 1993 fino all'edizione del 1996, il campionato juniores riguardava la categoria under21, mentre a partire dal 1997 il campionato assegna il titolo di campione giovanile assoluto under 20. Dal 1997 al 2019 il campionato juniores ha assegnato anche il titolo di campione giovanile assoluto under 18. Dall'edizione del 2017 il CI20 si svolge in concomitanza con il Campionato Italiano Assoluto. 
Nel 2020 il Campionato italiano juniores (CI20) fu annullato a causa della pandemia mondiale di Coronavirus. In parziale sostituzione la Federazione organizzò il Campionato Italiano Juniores Online (CI20 Online) da svolgersi su Premium Arena. Un torneo a cadenza Rapid, senza variazione Elo FIDE, che non avrebbe dovuto assegnare il titolo di campione italiano juniores di scacchi. Tuttavia il vincitore del torneo Edoardo Di Benedetto fu successivamente inserito nell'albo d'oro dalla Federazione.

## Albo d'oro
Di seguito le edizioni del campionato italiano juniores con il vincitore, il luogo e l'anno di svolgimento.
| #    | Anno | Città                    | Vincitore            | Note |
| ---- | ---- | ------------------------ | -------------------- | ---- |
| I    | 1958 | Varazze                  | Francesco Scafarelli | U26  |
| II   | 1959 | Varazze                  | Antonio Rosino       |      |
| III  | 1960 | Varazze                  | Antonio Rosino       | U21  |
| IV   | 1961 | Torino                   | Andrea Rugiadini     | U21  |
| V    | 1962 | Latina                   | Antonio Rosino       | U21  |
| VI   | 1963 | Milano                   | Andrea Marchiori     | U21  |
| VII  | 1964 | Torino                   | Sergio Mariotti      | U21  |
| VIII | 1966 | San Benedetto del Tronto | Marco Albano         | U21  |
| IX   | 1968 | San Benedetto del Tronto | Alberto Giustolisi   | U21  |
| X    | 1972 | Torino                   | Dino Mammola         | U21  |
| XI   | 1973 | Torino                   | Andrea Grinza        | U21  |
| XII  | 1974 | Lerici                   | Marco Perri          | U21  |
| XIII | 1975 | Torino                   | Andrea Cocchi        | U21  |
| XIV  | 1976 | Casciana Terme           | Enrico Di Cera       | U21  |
|      | 1982 | Roma                     | Alessandro Pompa     |      |
| 1    | 1993 | Rimini                   | Nicola Redo          | U21  |
| 2    | 1994 | Rimini                   | Giuseppe Tencati     | U21  |
| 3    | 1995 | Imperia                  | Gerd Schacher        | U21  |
| 4    | 1996 | Laveno-Mombello          | David Isonzo         | U21  |
| 5    | 1997 | Laveno-Mombello          | Marco Punteri        |      |
| 6    | 1998 | Porto San Giorgio        | Daniele Genocchio    |      |
| 7    | 1999 | Laveno-Mombello          | Roberto Costantini   |      |
| 8    | 2000 | Paderno del Grappa       | Folco Castaldo       |      |
| 9    | 2001 | Bratto                   | Roberto Costantini   |      |
| 10   | 2002 | Bratto                   | Giampaolo Buchicchio |      |
| 11   | 2003 | Bratto                   | Giancarlo Braschi    |      |
| 12   | 2004 | Bratto                   | Giampaolo Buchicchio |      |
| 13   | 2005 | Bratto                   | Niccolò Ronchetti    |      |
| 14   | 2006 | Bratto                   | Niccolò Ronchetti    |      |
| 15   | 2007 | Fiuggi                   | Niccolò Ronchetti    |      |
| 16   | 2008 | Bratto                   | Danyyil Dvirnyy      |      |
| 17   | 2009 | Bratto                   | Andrea Stella        |      |
| 18   | 2010 | Bratto                   | Alessandro Bonafede  |      |
| 19   | 2011 | Montecatini Terme        | Marco Codenotti      |      |
| 20   | 2012 | Acqui Terme              | Simone De Filomeno   |      |
| 21   | 2013 | Porto San Giorgio        | Marco Codenotti      |      |
| 22   | 2014 | Fano                     | Nicola Altini        |      |
| 23   | 2015 | Giovinazzo               | Pier Luigi Basso     |      |
| 24   | 2016 | Perugia                  | Pier Luigi Basso     |      |
| 25   | 2017 | Cosenza                  | Lorenzo Lodici       |      |
| 26   | 2018 | Salerno                  | Edoardo Di Benedetto |      |
| 27   | 2019 | Padova                   | Gabriele Lumachi     |      |
| ..   | 2020 | Online                   | Edoardo Di Benedetto |      |
| 28   | 2021 | Chianciano Terme         | Edoardo Di Benedetto |      |
| 29   | 2022 | Cagliari                 | Gabriele Lumachi     |      |
| 30   | 2023 | Brescia                  | Simone Pozzari       |      |
| 31   | 2024 | Torino                   | Vittorio Cinà        |      |

### Plurivincitori
3 vittorie:
-  Antonio  Rosino,  Niccolò  Ronchetti,  Edoardo  Di Benedetto .

2 vittorie:
- Pier Luigi Basso, Giampaolo Buchicchio, Marco Codenotti, Roberto Costantini, Gabriele Lumachi .